# Menarini
A. Menarini Industrie Farmaceutiche Riunite S.r.l. è un'azienda farmaceutica italiana fondata da Archimede Menarini a Napoli nel 1886. Con sede a Firenze dal 1915 nella zona di Campo di Marte, opera nel settore della ricerca, produzione e commercializzazione di farmaci e prodotti diagnostici. Nel 2020 Menarini è presente in 140 paesi nel mondo e ha 10 centri di Ricerca sia in Italia che all'estero: Pomezia (Roma), Berlino, Dresda, Pisa, Bologna, Firenze, Siena, Barcellona, New York, Filadelfia e Singapore. Il Gruppo ha attualmente 17 stabilimenti di produzione nel mondo e presto aprirà a Firenze il 18°.

## Storia
Menarini nasce nel 1886 nel piccolo laboratorio della Farmacia Internazionale di Napoli, fondata dal dottore Archimede Menarini di Bologna. Alla normale produzione galenica, ben presto vengono affiancati i primi farmaci distribuiti con il marchio Menarini: Metarsile, ricostituente a base di fosfo-metilarsinato di ferro, prodotto fino agli anni 60, ed Euzymina, una soluzione di fermenti digestivi con lecitina indicato per la cura dei problemi digestivi. Nel 1915, l'attività viene spostata da Napoli a Firenze, per la sua vicinanza alle numerose vetrerie.
Nel 1965 avviene l'acquisizione dell'ex laboratorio spagnolo Puig Sala, oggi Laboratorios Menarini, fondato nel 1924, a Barcellona. Nel 1972 il quartier generale passa da Barcellona a Badalona, ampliando la sede a 15.000 m². Menarini Spagna e le filiali dell'America Centrale e Caraibi sono dedite alla ricerca e allo sviluppo di farmaci per malattie cardiovascolari, anti-infiammatori e anti-dolore.
Nel 1976 nasce Menarini Diagnostics, specializzata nel self testing per il glucosio e in analisi di laboratorio. La divisione inizia ad operare, solo in Italia, come distributore di sistemi per il laboratorio analisi; negli anni ottanta apre il dipartimento tecnologico, con un laboratorio di controllo qualità e la prima struttura produttiva. Dal 1984, si affianca alla strumentazione per il laboratorio i sistemi per l'autocontrollo del diabete. Sempre nel 1976 viene costituita la Fondazione Internazionale Menarini per promuovere la ricerca e la conoscenza nel campo della biologia, della farmacologia e della medicina, dell'economia e delle scienze umane e che organizza congressi internazionali con particolare riguardo alle discipline mediche.
Nel 1978 il gruppo Menarini acquisisce Malesci, storica azienda farmaceutica fiorentina del 1850.
Nel 1982 viene costituita la prima affiliata in centro America e nei Caraibi. La sede centrale è in Guatemala, dove è presente uno stabilimento produttivo. Il gruppo è presente anche in El Salvador, Honduras, Nicaragua, Costa Rica, Panama, Repubblica Dominicana, Belize.
Nel 1983 Guidotti di Pisa entra a far parte del Gruppo Menarini. Nello stesso anno anche Lusofarmaco di Milano entra nel Gruppo Menarini. L'anno successivo anche FIRMA entra nel Gruppo Menarini e nel 1992 tocca a Berlin-Chemie (fondata nel 1890) e a Menarini Francia. Il RTC Research Toxicology Center viene fondato nel 1987 a Pomezia, affiancato nel 1992 dal Campus di Ricerca Menarini e nel 2003 dallo stabilimento di biotecnologie Menarini Biotech.
Nel 1993 viene inaugurato lo stabilimento dell'Aquila.
Nel 1994 Menarini entra nel mercato indiano con la partnership con Raunaq Industries e nello stesso anno apre Menarini OTC, seguito nel 2001 da IE Ulagay, ex laboratorio turco fondato nel 1903
e l'affiliata in Argentina, con il laboratorio di controllo qualità a Buenos Aires.
Nel 2006 viene inaugurato lo stabilimento di produzione Menarini-von Heyden a Dresda e nel 2008 l'affiliata Menarini Messico. Nel 2011 viene acquisita Invida, che diventa Menarini Asia-Pacific, con presenza in numerosi paesi del sud asiatico.
Nel 2013 viene acquisita la start-up italiana Silicon Biosystems, vincitrice del "Premio Leonardo" 2012, specializzata nella ricerca di cellule rare fino a un livello di precisione di singola cellula, che diventa Menarini Silicon Biosystems. A sua volta, acquisisce tutte le attività aziendali correlati al sistema CellSearch.
Nel 2014 nasce Menarini Biomarkers per la ricerca e messa a punto di biomarkers per la diagnosi prenatale senza amniocentesi, e nell’ambito dei tumori polmonari e oculari. Nello stesso anno, Menarini apre un nuovo stabilimento produttivo di farmaci a Kaluga (Federazione Russa).
Nel marzo 2018 la società annuncia il nuovo consiglio d'amministrazione dell'azienda che vede per la prima volta un manager esterno, Eric Cornut, ricoprire il ruolo di presidente. Cornut, svizzero di Basilea con un master in California, una vita in Novartis e per due anni, fino all'aprile 2017, responsabile della direzione generale dell'Epfia, la Federazione europea delle industrie farmaceutiche.. Il 12 settembre 2019 il CdA ha nominato Elcin Barker Ergun quale amministratore delegato dell'azienda.

## Dati economici
Nel 2022 il Gruppo Menarini ha un fatturato di 4,375 miliardi di euro e 17.700 dipendenti . Nel 2018 i ricavi, cresciuti dell'1,6%, sono dovuti per il 93% al settore farmaceutico, per il 6% alla diagnostica e per l'1% ad altro. Per aree geografiche, il 25% sono ottenuti in Italia, per il 75% all'estero.

## Ricerca e sviluppo
Il gruppo Menarini si occupa dell'intero ciclo dalla fase di ideazione dei nuovi progetti fino alla fase di registrazione del farmaco. I programmi di ricerca sono sviluppati dai centri di Firenze, Pisa, Pomezia, Barcellona e Berlino e riguardano essenzialmente le patologie cardiovascolari, l'oncologia e l'area dolore-infiammazione-asma con lo studio di antagonisti recettoriali.
Dal 1986 Menarini opera del campo delle biotecnologie in Italia presso la sede di Pomezia:

## Produzione
Il gruppo Menarini possiede 15 stabilimenti produttivi: 2 centri a Firenze (Firenze-Sette Santi e Firenze-Scandicci), Pisa, Lomagna, Casaletto Lodigiano, L'Aquila, Badalona (Barcellona), Berlino, Dresda, Topkapi - Istanbul, Wuhan (Cina), Giacarta, Kaluga (Russia), Città del Guatemala, che nel 2014 hanno prodotto 530.000.000 di confezioni.

## Divisione farmaci
Menarini possiede due divisioni: la divisione farmaci etici e la divisione OTC dedicata al settore dell'automedicazione.

## Farmaci prodotti
Di seguito una selezione di farmaci prodotti e più noti degli ultimi anni
- Acido acetilsalicilico/Acido ascorbico (Istantal) Antinfiammatorio Codice AIC 034580011[31] 034580023[32]
- Acido acetilsalicilico/Acido ascorbico (Vivin C) Terapia sintomatica degli stati febbrili e delle sindromi influenzali e da raffreddamento.
- Alluminio idrossido/Magnesio idrossido/Dimeticone/Latte in polvere (Anacidol) Indicato per Gastralgie, ipercloridrie, bruciore gastrico, aerofagia. Codice AIC 020497032[33]
- Aniracetam (Aniracetam) Trattamento dei disturbi dell'attenzione e della memoria Codice AIC 027780030[34] 027780028[35]
- Ambroxolo cloridrato (Mucoaricodil) Azione mucolitica, indicato in caso di tosse produttiva Codice AIC 033561046[36]
- Avanafil (Spedra) Farmaco per la Disfunzione Erettile (Impotenza) Codice AIC 042876072[37] 042876108[38] 042876058[39]
- Aztreonam (Primbactam) Codice AIC 025407014[40] 025407026[41]
- Beclometasone dipropionato (Menaderm simplex) Corticosteroide per uso topico Codice AIC 041406012[42]
- Beclometasone Dipropionato/Neomicina solfato (Menaderm) Corticosteroide in associazione con antibiotico per uso topico Codice AIC 041406036[43] 020883094[44] 020883118[45]
- Bifonazolo (Azolmen) Antimicotico Codice AIC 026048090[46] 026048102[47] 026048126[48] 026048114[49]
- Bilastina (Robilas) Antistaminico per uso sistemico Codice AIC 041045028 / M[50]
- Brivudin (Brivirac) Antivirale Codice AIC 035720010/M[51]
- Calcio fosfato tribasico/Colecalciferolo (Calisvit) Integratore alimentare Codice AIC 023651058[52]
- Calcio fosfato tribasico/Colecalciferolo (Osteofos D3) Antiosteoporotico Codice AIC 033700016[53]
- Captopril/Idroclorotiazide (Acediur) Antipertensivo Codice AIC 025767029[54] 025767017[55]
- Cefixima (Cefixoral) Antibiotico - Cefalosporina orale di 3ª generazione Codice AIC 027134081[56] 027134030[57] 027134105[58]
- Claritromicina (Macladin) Antibiotico – Macrolide Codice AIC 027530118[59]
- Complesso vitaminico (Neocromaton) Codice AIC 023864022[60]
- Dapoxetina cloridrato (Priligy) Farmaco per il trattamento dell'eiaculazione precoce Codice AIC 039041013[61] 039041037[62] 039041025[63]
- Desogestrel/Etinilestradiolo (Dueva) Contracettivo orale combifasico Codice AIC 033814029[64] 033814017[65]
- Desogestrel/Etinilestradiolo (Planum) Contracettivo orale Codice AIC 025247014[66]
- Desogestrel/Etinilestradiolo (Securgin) Contraccettivo orale Codice AIC 027436031[67] 027436017[68] 027436029[69]
- Destrometorfano bromidrato (Aricodil) Indicato nel trattamento sintomatico delle tossi non produttive di adulti e bambini Codice AIC 011680067[70]
- Dexketoprofene sale di trometamolo (Enantyum[71]): Analgesico, antinfiammatorio e antipiretico, che appartiene alla classe dei FANS. Codice AIC 033656214[72] 033656036[73]
- Diclofenac sale di dietilamina (Fastum antidolor) Trattamento locale di stati dolorosi e flogistici di natura reumatica o traumatica delle articolazioni, dei muscoli, dei tendini e dei legamenti Codice AIC 040657025[74] 040657013[75]
- Diclofenac sodico (Flogofenac) Antinfiammatorio ed antireumatico Anti Codice AIC 025536020[76]
- Diidrossibutiletere/Cascara estratto secco/Rabarbaro estratto secco/Boldo estratto secco (Discinil complex) Farmaco per la costipazione Codice AIC 020379044[77] 020379032[78]
- Etinilestradiolo + Desogestrel (Dueva) Contracettivo orale combifasico Codice AIC 033814017[65]
- Febuxostat (Adenuric) Antigottoso Codice AIC 039538032[79] 039538018[80]
- Ferroso gluconato (Cromatonferro) Antianemico Codice AIC 026689051[81] 026689012[82]
- Fluoxetina cloridrato (Fluoxeren) Psiconalettico Codice AIC 025959053[83] 025959040[84] 025959026[85]
- Fluticasone furoato/Vilanterolo trifenatato (Revinty) Antiasmatico e anti BPCO Revinty ellipta: Antiasmatico e anti BPCO Codice AIC 043446057[86] 043446020[87] 043446020/E
- Fluticasone propionato (Fluspiral diskus) Trattamento sindromi ostruttive delle vie respiratorie Codice AIC 028675268[88] 028675270[89] 028675282[90] 028675179[91] 028675181[92] 028675104[93]
- Fosinopril sodico (Fosipres) Antipertensivo ACE-inibitore Codice AIC 027747029[94] 027747017[95]
- Fosinopril sodico/Idroclorotiazide (Fosicombi) Antipertensivo ACE-inibitore + diuretico Codice AIC 029020017[96]
- Gluconato ferroso (Cromatonferro) Antianemico Codice AIC 026689051[81]
- Ketoprofene (Fastum Gel) Antinfiammatorio non steroideo per uso topico Codice AIC 023417037[97] 023417114[98] 023417090[99]
- Ketoprofene (Ketoselect) Antinfiammatorio non steroideo Codice AIC 034877011[100]
- Minoxidil (Minoximen) Trattamento sintomatico dell'alopecia androgenica Codice AIC 026729018[101] 026729032[102]
- Miocamicina (Miocamen) Antibiotico – Macrolide Codice AIC 025322025[103] 025322037[104] 025322064[105]
- Nebivololo cloridrato (Lobivon) Antipertensivo ß1-bloccante Codice AIC 032210015[106]
- Otilonio bromuro/Diazepam (Spasmomen somatico) Spasmolitico Codice AIC 024350011[107] 024350023[108] 023418039[109]
- Paracetamolo (Piros) Trattamento sintomatico di stati dolorosi acuti (mal di testa, nevralgie, mal di denti, dolori mestruali) e di stati febbrili. Codice AIC 035854013[110] 035854025[111]
- Pravastatina sodica (Pravaselect) Ipolipemizzante Codice AIC 027309018[112] 027309032[113]
- Raloxifene cloridrato (Optruma) Antiosteoporotico SERM (Selective Estrogenic Receptor Modulator) Codice AIC 034154017[114] 034154029[115]
- Ranitidina cloridrato (Ranidil) Antiulcera H2-antagonista Codice AIC 024447169[116] 024447094[117] 024447070[118] 024447029[119] 024447056[120] 024447031[121] 024447068[122]
- Ranolazina (Ranexa) Farmaco antianginoso Codice 038917011[123] 038917035[124] 038917050[125]
- Salmeterolo xinafoato (Aliflus) Antiasmatico e anti BPCO Codice AIC 034463125[126]
- Umeclidinio bromuro/Vilanterolo (Laventair) Anti BPCO Codice AIC 043444025[127]
- Valsartan (Valpression) Antipertensivo antagonista recettoriale dell'angiotensina II - anche IMA e scompenso cardiaco Codice AIC 033119025[128]
- Valsartan/Idroclorotiazide (Combisartan) Antipertensivo antagonista recettoriale dell'angiotensina II+diuretico Codice AIC 034134116[129] 034134181[130] 034134268[131] 034134027[132]
- Zofenopril (Zopranol) Antipertensivo ACE-inibitore Codice AIC 034789014[133]
- Elacestrant: farmaco non chemiotetapico che combina gli anticorpi monoclonali con una forte attività citotosdics, bloccando la crescita delle metastasi nel carcinoma della mammella,[134] rimborsabile in Italia.[135]

## Diagnostica
Menarini Diagnostics è specializzata nel self testing per il glucosio e in analisi di laboratorio. Ogni anno fornisce circa 500 milioni di sensori per autocontrollo e circa 10.000 apparecchi di laboratorio installati in Europa, con filiali diagnostiche in Belgio, Paesi Bassi, Austria, Francia, Germania, Portogallo, Grecia, Regno Unito, Croazia, Slovenia, Svezia, Svizzera.

## Rete di distribuzione
Attraverso filiali dirette e distributori locali Menarini è presente in 136 paesi e conta 17.000 dipendenti.

## Opere

### Pubblicazioni
- (EN) Handling with missing data in clinical trials for time-to-event variables (PDF), in PharmaSUG, SP02, 2014,  pp. 1-9. URL consultato il 6 dicembre 2016.
- (EN) Ranolazine Reduces The Late Recurrences Of Atrial Fibrillation. An Exploratory Analysis Of The Raffaello Study, in Treatment of arrhythmias: pharmacological-atrial fibrillation, n. 130, Novembre 2014. URL consultato il 6 dicembre 2016.
- (EN) MEN1112, a Novel Humanized De-Fucosylated Monoclonal Antibody with High Affinity and Specificity for Bst1/CD157 Antigen and Enhanced CD16 Binding, in 56th ASH Annual Meeting and Exposition, n. 124, S. Francisco (CA), Dicembre 2014,  p. 3607. URL consultato il 6 dicembre 2016.
- (EN) Targeting and Depletion of Acute Myeloid Leukemia Blasts By MEN1112, a Novel Humanized Defucosylated Monoclonal Antibodies with Specificity for Bst1/CD157 Antigen, in 56th ASH Annual Meeting and Exposition, n. 124, S. Francisco (CA), Dicembre 2014,  p. 2235. URL consultato il 6 dicembre 2016.
- (EN) Prophylaxis with Febuxostat in comparison to Allopurinol reduces exposure to uric acid in patients at intermediate to high risk of tumor lysis syndrome: results of the Florence study, in 19th Congress of the European Hematology Association, Milano, Giugno 2014. URL consultato il 6 dicembre 2016.
- (EN) Decision Driven Factors for Allopurinol Dosage in Tumor Lysis Syndrome Prophylaxis: The European Experience of the Florence Pivotal Study, in Blood, n. 124, Dicembre 2014,  p. 5979. URL consultato il 6 dicembre 2016.
- (EN) A randomized double-blind phase III pivotal study of febuxostat (FEB) versus allopurinol (ALL) in the prevention of tumor lysis syndrome (TLS): Florence study, in J Clin Oncol, n. 32, Giugno 2014,  p. 5979. URL consultato il 6 dicembre 2016.
- (EN) Sa1080 Concordance Among Outcome Variables Assessing the Response to Treatment With Ibodutant in Irritable Bowel Syndrome With Diarrhea (IBS-D; the IRIS-2 Study), in Gastroenterology, n. 146, Maggio 2014,  p. 194. URL consultato il 6 dicembre 2016.
- (EN) Blood pressure control is similar in treated hypertensive patients with optimal or with high-normal albuminuria, in American Journal of Hypertension, n. 27, Marzo 2014,  pp. 1185-1190, PMID 24646879. URL consultato il 6 dicembre 2016.
- (EN) Comparative Performance Assessment of Point-of-Care Testing Devices for Measuring Glucose and Ketones at the Patient Bedside, in Journal of diabetes science and technology, n. 9, Dicembre 2014, PMID 25519295. URL consultato il 6 dicembre 2016.
- (EN) EHMTI-0052. Efficacy of early vs. late use of frovatriptan combined with dexketoprofen vs. frovatriptan alone in the acute treatment of migraine attacks with or without aura, in The Journal of Headache and Pain, vol. 2, n. 35, Maggio 2014,  pp. 107-113, PMID 24867846. URL consultato il 6 dicembre 2016.
- (EN) Hydrogen sulfide accounts for the peripheral vascular effects of zofenopril independently of ACE inhibition, in Cardiovascular Research, n. 102, Febbraio 2014,  pp. 138-147, PMID 24501330. URL consultato il 6 dicembre 2016.
- (EN) Stimulation of platelet nitric oxide production by nebivolol prevents thrombosis, in Arteriosclerosis Thrombosis and Vascular Biology, n. 34, Febbraio 2014,  pp. 820-829, PMID 24558107. URL consultato il 6 dicembre 2016.
- (EN) Dexketoprofen trometamol in the acute treatment of migraine attack: a phase II, randomized, double-blind, crossover, placebo-controlled, dose optimization study, in The journal of pain: official journal of the American Pain Society, n. 333, Gennaio 2014,  pp. 388-394, PMID 24412801. URL consultato il 6 dicembre 2016.
- (EN) Zofenopril plus hydrochlorothiazide and irbesartan plus hydrochlorothiazide in previously treated and uncontrolled diabetic and non-diabetic essential hypertensive patients, in Advances in Therapy, n. 31, Gennaio 2014,  pp. 217-233, PMID 24415271. URL consultato il 6 dicembre 2016.
- (EN) Comparison of frovatriptan plus dexketoprofen (25 mg or 37.5 mg) with frovatriptan alone in the treatment of migraine attacks with or without aura: a randomized study, in Cephalalgia, n. 34, Dicembre 2013,  pp. 434-445, PMID 24363238. URL consultato il 6 dicembre 2016.
- (EN) Efficacy of frovatriptan and other triptans in the treatment of acute migraine of normal weight and obese subjects: a review of randomized studies, in Neurological Sciences, vol. 1, n. 35, Maggio 2014,  pp. 115-119, PMID 24867847. URL consultato il 6 dicembre 2016.
- (EN) Inner and outer portions of colonic circular muscle: ultrastructural and immunohistochemical changes in rat chronically treated with otilonium bromide, Gennaio 2015, PMID 25122192. URL consultato il 6 dicembre 2016.
- (EN) Antagonism of bradykinin B2 receptor prevents inflammatory responses in human endothelial cells by quenching the NF-κB pathway activation, in PLoS ONE, n. 9, Gennaio 2015, PMID 24392129 PMID 24392129. URL consultato il 6 dicembre 2016.

## Riconoscimenti
Nel gennaio 2015, Menarini Diagnostics ha ricevuto il premio «IMPRESA + INNOVAZIONE + LAVORO» del Consiglio regionale toscano, nella categoria «Grandi Imprese», per il progetto MyKey, sistema gestionale esperto in anatomia patologica.

## Responsabilità e impegno sociale
Il Gruppo farmaceutico Menarini contribuisce attraverso diverse attività alla comunità in cui opera:

### Rete pediatri contro abusi sui bimbi
Realizzato dal Gruppo farmaceutico Menarini in collaborazione con Telefono Azzurro, la Società Italiana di Pediatria (Sip), la Federazione Italiana Medici Pediatri (Fimp) e l’Associazione degli Ospedali Pediatrici Italiani (Aopi). Il progetto, lanciato l'11 maggio 2016, prevede la formazione di mille pediatri addestrati a riconoscere i segnali di difficoltà inespressi dell'infanzia. I pediatri addestrati supportano circa 15.000 fra medici di base e pediatri attivi su tutto il territorio nazionale. 

Il 18 ottobre 2016 il progetto è stato presentando a oltre 500 pediatri provenienti dall’area Balcanica, dalla Romania, Svizzera e Turchia.

### Progetto case
L'azienda farmaceutica Menarini è impegnata nell'opera di ripristino di alcune case popolari di proprietà del Comune di Firenze. Gli alloggi ristrutturati finora dal Gruppo Farmaceutico Menarini raggiungono in totale quota 30 appartamenti e sono stati assegnati a nuclei familiari di piccole e medie dimensioni. Le superfici degli alloggi consegnati variano dai 50 ai 70 m² ognuno. Il primo accordo tra l'azienda e il Comune di Firenze è stato presentato il 16 luglio 2013 dal sindaco di Firenze, Matteo Renzi, dal vicesindaco e assessore alle politiche sociali e abitative Stefania Saccardi e da Lucia Aleotti presidente del Gruppo farmaceutico Menarini. Il 18 gennaio 2014 il Gruppo Menarini ha consegnato i primi 3 appartamenti su 10, situati in via Rocca Tedalda, zona sud della città di Firenze. Il 27 marzo 2014 sono state consegnate le chiavi delle ultime 7 case della prima edizione del progetto.
Il 12 dicembre 2014 è stata presentata la seconda edizione del progetto di riqualificazione di edilizia popolare in Palazzo Vecchio dal sindaco Dario Nardella, dall'assessore alla casa Sara Funaro, dal presidente e dal vicepresidente del Gruppo farmaceutico Menarini Lucia e Alberto Giovanni Aleotti e dal direttore generale del gruppo farmaceutico dottor Domenico Simone. Il 21 aprile 2015 i 10 alloggi Erp ristrutturati da Menarini sono stati consegnati a 10 famiglie bisognose della città.
Il 30 novembre 2015 è stata presentata la terza tappa del Progetto Case. Il 17 giugno 2016 il Gruppo Menarini e il Comune di Firenze hanno consegnato le chiavi delle 10 case ristrutturate ad altrettante famiglie inserite nelle graduatorie sociali del Comune.

## Procedimenti giudiziari
Il 14 febbraio 1994, l'allora amministratore unico del gruppo Menarini, Alberto Aleotti venne arrestato nell'ambito di un'inchiesta giudiziaria per aver versato al direttore generale del Servizio Farmaceutico Nazionale Duilio Poggiolini la somma di 800 milioni di lire nel periodo 1982 - 1988 per favorire le pratiche di commercializzazione di prodotti farmaceutici della sua azienda; Aleotti ottenne il patteggiamento in merito all'accusa di corruzione.
Nel 2003 l'azienda è stata multata (assieme ad altre quattro compagnie farmaceutiche) per un totale di 30,5 milioni di euro da parte dell'Antitrust per aver realizzato un "cartello" (ovvero un accordo tacito) sui prezzi dei test per la rilevazione del diabete a carico del Servizio Sanitario Nazionale.
Nell'agosto 2010, le autorità giudiziarie italiane hanno accertato la presenza in Liechtenstein di fondi oggetto di indagine per evasione fiscale, pari a 476 milioni di euro, di proprietà del titolare del gruppo Alberto Aleotti.
Il 25 ottobre 2010 la Procura di Firenze ha ottenuto il sequestro di denaro e beni per oltre un miliardo di euro di proprietà della casa farmaceutica nell'ambito di un'inchiesta sui vertici dell'azienda finalizzata ad accertare i reati di associazione a delinquere, riciclaggio, truffa aggravata e violazioni fiscali relative al quinquennio 2004 - 2009 (per la quale l'Agenzia delle entrate toscana ha richiesto ad Alberto Aleotti una cifra pari a 3 miliardi di euro); è contestata inoltre l'importazione illecita dalla Cina di principi farmacologici attivi. Nell'inchiesta viene coinvolto anche il senatore Cesare Cursi (all'epoca sottosegretario alla Salute), indiziato del reato di corruzione per aver favorito il gruppo farmaceutico in cambio di un lavoro editoriale per la casa editrice della moglie. Il Tribunale del riesame di Firenze riduce il sequestro, il 16 novembre 2011, alla somma di 84,7 milioni di euro.
Il 23 novembre 2011, su ordine del Gip del Tribunale di Firenze, il nucleo dei Carabinieri del Nas di Firenze procede al sequestro preventivo di un'ulteriore somma di euro 1.120.493.537,53 a carico di Sergio Aleotti, in qualità di amministratore unico del gruppo Menarini, nell'ambito di un'indagine relativa a reati di truffa e riciclaggio (il denaro sequestrato sarebbe denaro rientrato illecitamente in Italia a seguito dello scudo fiscale).
In seguito a questa vicenda il 7 febbraio 2013 si costituiscono 130 enti come parte civile nel processo contro la dirigenza di Menarini accusata di riciclaggio e ed evasione fiscale.
In data 13 giugno 2013 il GUP di Firenze rinvia a giudizio per evasione fiscale e riciclaggio Giovanni e Lucia Aleotti, questa anche per corruzione, insieme a tre dirigenti aziendali.. In data 9 settembre 2016, il tribunale di Firenze, in primo grado, assolve con formula piena Lucia e Alberto Giovanni Aleotti dal reato di truffa a carico del Servizio Sanitario Nazionale e dal conseguente reato di riciclaggio di denaro proveniente da truffa. Condanna invece a 10 anni e 6 mesi Lucia Aleotti e 7 anni e 6 mesi Alberto Giovanni Aleotti per frode fiscale e corruzione.
Il 5 dicembre 2018 la Corte di appello di Firenze, riformando la sentenza di primo grado, assolve Lucia Aleotti e assolve Alberto Giovanni Aleotti dalle accuse di riciclaggio, corruzione e evasione fiscale. Il Giudice di Secondo grado ha, inoltre, confermato la decisione del Tribunale di Primo grado di assolvere con formula piena Lucia e Alberto Giovanni Aleotti dal reato di truffa al Servizio Sanitario Nazionale.
Il 19 novembre 2020 la Suprema Corte di Cassazione ha confermato l'assoluzione definitiva per i fratelli Lucia e Alberto Giovanni Aleotti. Una nota del portavoce della famiglia ha comunicato l’assoluzione definitiva e l'estraneità di Lucia e Alberto Giovanni Aleotti ai fatti a loro contestati: "La Cassazione ha confermato l'assoluzione di Lucia Aleotti e Alberto Giovanni Aleotti rispetto a tutti i capi d'imputazione. Dopo moltissimi anni dall'inizio di questa dolorosa vicenda i giudici hanno riconosciuto definitivamente l'estraneità di Lucia e Alberto Giovanni Aleotti ai fatti a loro contestati. I fratelli Aleotti, azionisti e membri del CdA del Gruppo Menarini, potranno continuare a dedicarsi serenamente alla crescita dell'azienda”. È quanto si legge in una nota del portavoce della famiglia Aleotti.